# Anna Zellma
Anna Zellma (ur. 21 grudnia 1970 w Działdowie) – polska teolog katolicka, specjalistka w zakresie katechetyki, profesor nauk teologicznych, nauczyciel akademicki Uniwersytetu Warmińsko-Mazurskiego w Olsztynie (UWM).

## Życiorys
W 1997 uzyskała w Katolickim Uniwersytecie Lubelskim stopień naukowy doktora nauk teologicznych na podstawie rozprawy pt. Konflikty młodzieżowe i próby ich rozwiązywania na katechezie (studium teoretyczno-empiryczne na przykładzie własnych badań wybranych grup maturzystów). W 2008 otrzymała na Wydziale Teologii UWM stopień doktora habilitowanego nauk teologicznych (rozprawa habilitacyjna: Wielostronne aktywizowanie młodzieży w szkolnym nauczaniu religii. Studium w świetle Programu nauczania religii katolickiej z 2001 roku. 19 grudnia 2014 Prezydent RP Bronisław Komorowski nadał jej tytuł naukowy profesora.
Zajmuje stanowisko profesora zwyczajnego w Katedrze Teologii Pastoralnej i Katechetyki Wydziału Teologii UWM. Od 1 stycznia 2015 roku pełni funkcję kierownika Katedry Teologii Pastoralnej i Katechetyki  na Wydziale Teologii Uniwersytetu Warmińsko-Mazurskiego w Olsztynie. 
Członkini zarządu Stowarzyszenia Katechetyków Polskich (2012-2021), wiceprzewodnicząca Stowarzyszenia Katechetyków Polskich (od 2021 roku), konsultor Komisji Wychowania Katolickiego Konferencji Episkopatu Polski (od 2015 roku), członkini Komisji Ewaluacji Nauki (od 1 marca 2019 roku), członkini The European Equipe for Catechesis (EEC), Polskiego Towarzystwa Teologicznego i EuFRES (Eurpean Forum for Religious Education in School - Europejskie Forum Nauczania Religii w Szkołach).

## Wybrane publikacje
- Anna Zellma, Katechetyczny wymiar edukacji regionalnej. Cz. 1, Olsztyn: WSDMW „Hosianum”, 2001, ISBN 83-913562-7-2, OCLC 749408521 [dostęp 2019-06-01]. Brak numerów stron w książce
- Anna Zellma, Profesjonalny rozwój nauczyciela religii, Olsztyn: Wydział Teologii Uniwersytetu Warmińsko-Mazurskiego, 2013, ISBN 978-83-928653-5-3, OCLC 860409400 [dostęp 2019-06-01]. Brak numerów stron w książce
- Anna Zellma, Wielostronne aktywizowanie młodzieży w szkolnym nauczaniu religii: studium w świetle „Programu nauczania religii katolickiej z 2001 roku”, Olsztyn: Wydawnictwo Uniwersytetu Warmińsko-Mazurskiego, 2006, ISBN 83-7299-466-8, OCLC 749399942 [dostęp 2019-06-01]. Brak numerów stron w książce
- Anna Zellma, Edward Wiszowaty, O policję bliższą ludziom: inspiracje pedagogiczne w służbie funkcjonariuszy, Szczytno: Wydawnictwo Wyższej Szkoły Policji, 2017, ISBN 978-83-7462-592-0, OCLC 1014099704 [dostęp 2019-06-01]. Brak numerów stron w książce
- Anna Zellma, Wojsław Czupryński, Hubert Tryk, Rekolekcje szkolne jako forma ewangelizacji dzieci, młodzieży i dorosłych, Olsztyn: Wydawnictwo Uniwersytetu Warmińskio-Mazurskiego, 2018, ISBN 978-83-8100-168-7, OCLC 1088987537 [dostęp 2019-06-01]. Brak numerów stron w książce
- Glaeser Z., Zellma A., Die ökumenische Pädagogik von Papst Franziskus. Auf dem Weg zu einem neuen Verständnis von Martin Luther und seinem Erbe, Göttingen: Vandenhoeck & Ruprecht Verlage, 2021, ISBN 978-3-8471-1280-8.